# Finanzen.net
Finanzen.net ist ein deutsches Finanzportal mit Sitz in Karlsruhe. Es wird von der finanzen.net GmbH betrieben, deren Anteile sich nach dem Verkauf durch die Axel Springer SE an das britische Private-Equity-Unternehmen Inflexion übergingen. Es wurde 2000 von Peter Schille und Jens Ohr gegründet, gilt als das größte Online-Finanzportal in Deutschland und wurde im Jahr 2010 zu einer eigenständigen GmbH ausgegründet. Geschäftsführer und Verantwortliche im Sinne des Presserechts sind (Stand Dezember 2023) Maximilian von Richthofen und Lennart Libercka, Chefredakteurin ist Melanie Schürmann.
Das Portal erreichte im Februar 2020 mehr als 5 Millionen Besucher („Unique Users“) und 44,4 Millionen Aufrufe („Visits“) bei 297,8 Millionen Seitenaufrufen („Page Impressions“). Angeboten werden Informationen zu Aktien, Fonds, Zertifikaten, Anleihen, Devisen und Rohstoffen.
Im Januar 2012 startete die finanzen.net GmbH einen Ableger in der Schweiz in Kooperation mit dem Schweizer Anlegermagazin Stocks, das von Axel Springer Schweiz verlegt wird.
Im September 2012 verkündete die finanzen.net GmbH den Start von finanzen.at in Österreich für Ende 2012.
Im Juni 2013 beteiligte sich finanzen.net mit 25,1 % an der TraderFox GmbH.
Im November 2013 lancierte finanzen.net zusammen mit Axel Springer Russland ein für den russischen Markt adaptiertes Portal unter dem Namen finanz.ru. Stand Dezember 2023 ist diese Seite nicht mehr auffindbar und hat nur rund 9.000 Aufrufe.
Zudem stellt finanzen.net seit 2016 Daten für die US-amerikanischen Seite marketsinsider.com zur Verfügung, die von Business Insider der ebenfalls zur Axel Springer SE gehörenden Insider Inc. betrieben wird.
Seit 2016 bietet die Seite auch ein Brokerage-Angebot.
Am 1. März 2019 startete finanzen.net als Ausgründung mit der neuen Marke OSKAR einen eigenen ETF-Sparplan. Im Juni 2019 beteiligte sich finanzen.net mit 44,4 % an OSKAR. Im März 2019 gründete die finanzen.net GmbH zusammen mit der Börse Stuttgart und Axel Springer unter dem Namen BSDEX (Börse Stuttgart Digital Exchange) zudem eine neue Handelsplattform für Kryptowährungen.
Im März 2021 übernahm finanzen.net den Neobroker Gratisbroker, der seit Juni 2021 unter der Marke Finanzen.net Zero geführt wird. Seit September 2022 bietet der Broker neben dem Aktien- und Derivatehandel auch Kryptowährungen an.
Im November 2024 gab die Axel Springer SE bekannt, dass sie sich vollständig von Finanzen.net trennt. Die Anteile an dem Finanzportal wurden an das britische Private-Equity-Unternehmen Inflexion verkauft. Finanzen.net soll bei dieser Transaktion mit rund 400 Millionen Euro inklusive Schulden bewertet worden sein.